# Koluszki
Koluszki é um município da Polônia, na voivodia de Łódź e no condado de Łódź Oriental. Estende-se por uma área de 9,9 km², com 13 257 habitantes, segundo os censos de 2016, com uma densidade de 1339,1 hab/km².